# تلمبه سیدمحمود شهیدی
تلمبه سیدمحمود شهیدی روستایی در دهستان گلستان بخش گلستان شهرستان سیرجان استان کرمان ایران است.

## جمعیت
بر پایه سرشماری عمومی نفوس و مسکن در سال ۱۳۹۵ جمعیت این مکان ۲۰ نفر (۶خانوار) بوده‌است.